# 2MASS J06523073+4710348
2MASS J06523073+4710348 ist ein 20 pc von der Erde entfernter Brauner Zwerg im Sternbild Fuhrmann. Er wurde 2003 von Kelle L. Cruz et al. entdeckt. Er gehört der Spektralklasse L4,5 an. Gaia hat die Entfernung zu 9,11 ± 0,04 gemessen.